# Strontiumhydroxide
Strontiumhydroxide is het hydroxide van het aardalkalimetaal strontium, met als brutoformule Sr(OH)2. De stof komt voor als een witte kristallijne, hygroscopische vaste stof. Het is weinig oplosbaar in koud water, maar goed oplosbaar in heet water.

## Synthese
Strontiumhydroxide wordt bereid door strontiumoxide te behandelen met water:
{\displaystyle \mathrm {SrO\ +\ H_{2}O\ \longrightarrow \ Sr(OH)_{2}} }
Het kan ook bereid worden door strontiumcarbonaat of strontiumsulfide met stoom te behandelen bij temperaturen tussen 500 en 600 °C:
{\displaystyle \mathrm {SrCO_{3}\ +\ H_{2}O\ \longrightarrow \ Sr(OH)_{2}\ +\ CO_{2}} }
{\displaystyle \mathrm {SrS\ +\ 2\ H_{2}O\ \longrightarrow \ Sr(OH)_{2}\ +\ H_{2}S} }

## Eigenschappen
Strontiumhydroxide vormt een octahydraat, Sr(OH)2 · 8 H2O. Het octahydraat bestaat uit kleurloze, tetragonale kristallen en heeft een dichtheid van 1,9 g/cm³. Bij 100 °C verliest het zijn kristalwater.

## Toepassingen
Strontiumhydroxide werd vroeger gebruikt om suiker te extraheren uit melasse van suikerbieten.
Het mag gebruikt worden in ontharingsmiddelen als buffer om de pH te stabiliseren. De maximale concentratie, uitgedrukt als strontium, is 3,5% en de maximale pH is 12,7.

### Principe van de bufferende werking
In tegenstelling tot een de standaard chemische buffer is hier geen sprake van de combinatie van een zwak zuur en zijn geconjugeerde base. De bufferende werking komt hier tot stand door de lage oplosbaarheid van strontiumhydroxide: wordt de pH te hoog, dan zal een deel van het opgeloste strontium als vast strontiumhydroxide neerslaan, en daardoor de pH verlagen, een lagere pH leidt tot het in oplossing gaan van vast strontiumhydroxide, waardoor de pH weer hoger wordt.

## Reacties
Strontiumhydroxide reageert met koolstofdioxide tot strontiumcarbonaat:
{\displaystyle \mathrm {Sr(OH)_{2}\ +\ CO_{2}\ \longrightarrow \ SrCO_{3}\ +\ H_{2}O} }
Strontiumcarbonaat is een grondstof voor keramische magneten en voor het glas van kleurentelevisiebeeldbuizen.
Strontiumhydroxide is ook een katalysator voor de alkoxylering van alcoholen.

## Toxicologie en veiligheid
De oplossing van strontiumhydroxide in water is sterk alkalisch. Zowel droog als in waterige oplossing is het corrosief. Contact met ogen of huid kan irritatie en brandwonden veroorzaken.